# Pjotr Rumjantsev

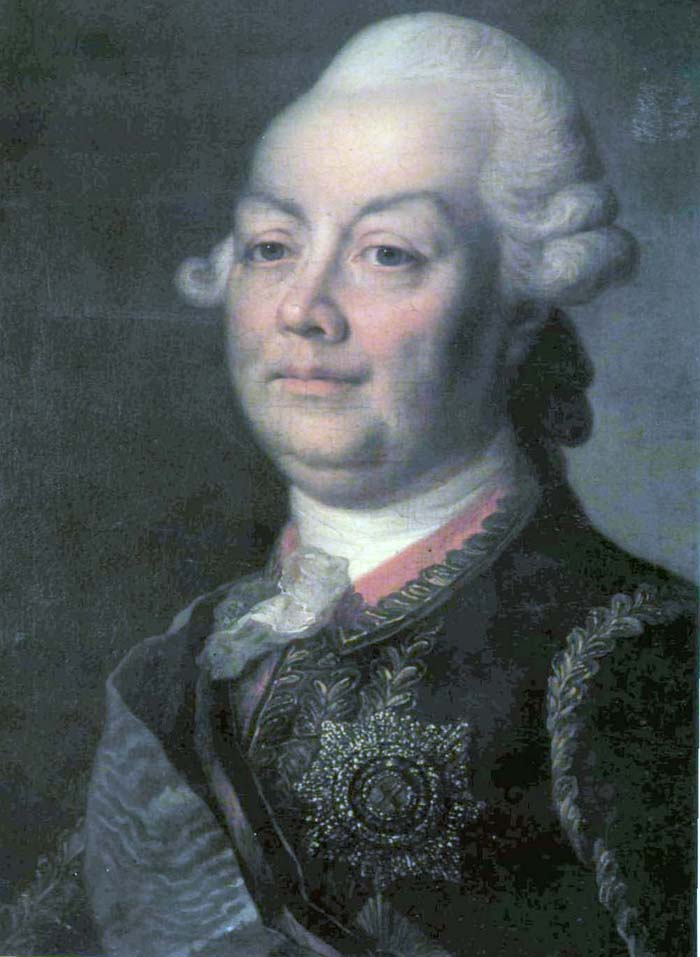
Pjotr Aleksandrovitj Rumjantsev.

Pjotr Aleksandrovitj Rumjantsev (ryska  Пётр Алекса́ндрович Румя́нцев), även Rumjantsev-Zadunaiskij (ryska Румянцев-Задунайский), född den 4 januari 1725 i Moskva, död den 8 december 1796 på godset Tachanivka i Lillryssland. Han var en rysk fältmarskalk samt son till Aleksandr Ivanovitj Rumjantsev och far till Nikolaj Petrovitj Rumjantsev.
Vid sex års ålder skrevs Pjotr Aleksandrovitj in i Preobrazjenska gardet men stannade hemma och förvisades med familjen till Alatyr i guvernementet Simbirsk. Där fick han hemundervisning av modern men vid fjorton års ålder sändes han till den ryska beskickningen i Berlin för att lära sig språk och andra ämnen som var nyttiga i statsförvaltningen. Han var dock så försumlig att han 1740 sändes hem.
Pjotr Aleksandrovitj tjänade 1741-1743 i sitt första krig, det så kallade Hattarnas krig med Sverige, under faderns befäl. Han förde 1743 personligen fredsavtalet till kejsarinnan Elisabet av Ryssland och befordrades till överste. Sitt första militära rykte vann han i Sjuårskriget, då han utmärkte sig vid i slagen vid Gross-Jägersdorf (1757) och Kunersdorf (1759). Efter fyra månaders belägring intog han Kolberg (1761). Innehavet av hamnstaden gjorde det för första gången möjligt för den ryska armén att övervintra i Pommern och bilda ett permanent hot mot Oderlinjen. Under kejsarinnan Katarina  utsågs han 1764 till  guvernör i Lillryssland, en post som hans far också hade innehaft. Han satte stor möda på att åsidosätta Donkosackernas ataman och utvecklade en stor duglighet i sina reformer för att modernisera landet.
Under det rysk-turkiska kriget (1768–1774) fick Pjotr Aleksandrovitj 1770 överkommandot över den ryska armén. På Donaufronten, närmare bestämt i Moldavien, besegrade han i juni 1770 en större turkisk armé vid Räbnia Mogila, i juli en ännu större armé under tatarkhanen vid floden Larga och i augusti vid Kagul en turkisk armé under storvesirens ledning. Efter diverse motgångar såg sig Ryssland starkt nog att i januari 1774 sända Pjotr Aleksandrovitj på nytt över Donau och han lyckades innesluta den osmanska armén vid Sjumen. Osmanerna beslöt att sluta fred med Ryssland och Pjotr Aleksandrovitj undertecknade avtalet på en militär tamburin i byn Kutjuk-Kainardij. I freden fick Krim sin frihet från det Osmanska riket, Ryssland fick hamnstäderna Azov och Kertj. Som belöning för sina insatser befordrades han till fältmarskalk och fick segertiteln Zadunaiskij (Donauöverskridaren).
Bland de andra ryska generalerna väckte Pjotr Aleksandrovitjs framgångar avundsjuka och han sköts åt sidan. I det rysk-turkiska kriget (1787–1792) fick han visserligen ett underordnat befäl men misstänkte att krigsledningen undanhöll honom krigsförnödenheter och begärde avsked. I den polska kampanjen 1794 utsågs han till överbefälhavare men deltog inte. I stället stannade han på sitt befästa residens Tachanivka i Tjernihiv oblast i Lillryssland. Mellan kampanjerna publicerade han några militärteoretiska verk. Han avled på godset år 1796.

## Övrigt
Obelisker till hans ära restes i Tsarskoje Selo 1772 och Sankt Petersburg 1801.

## Bilder

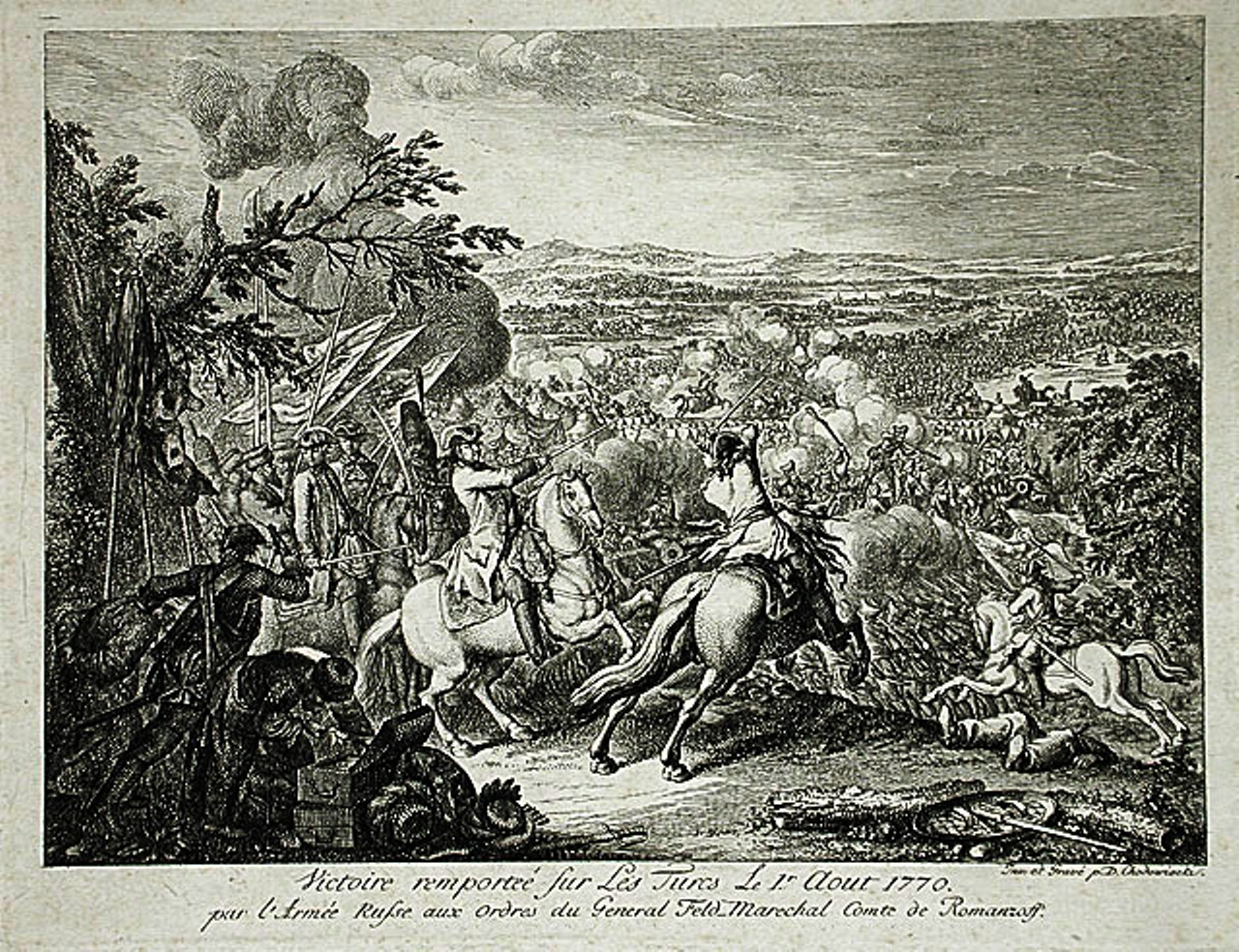
Daniel Chodowiecki: Rumjantsevs seger över turkarna 1770
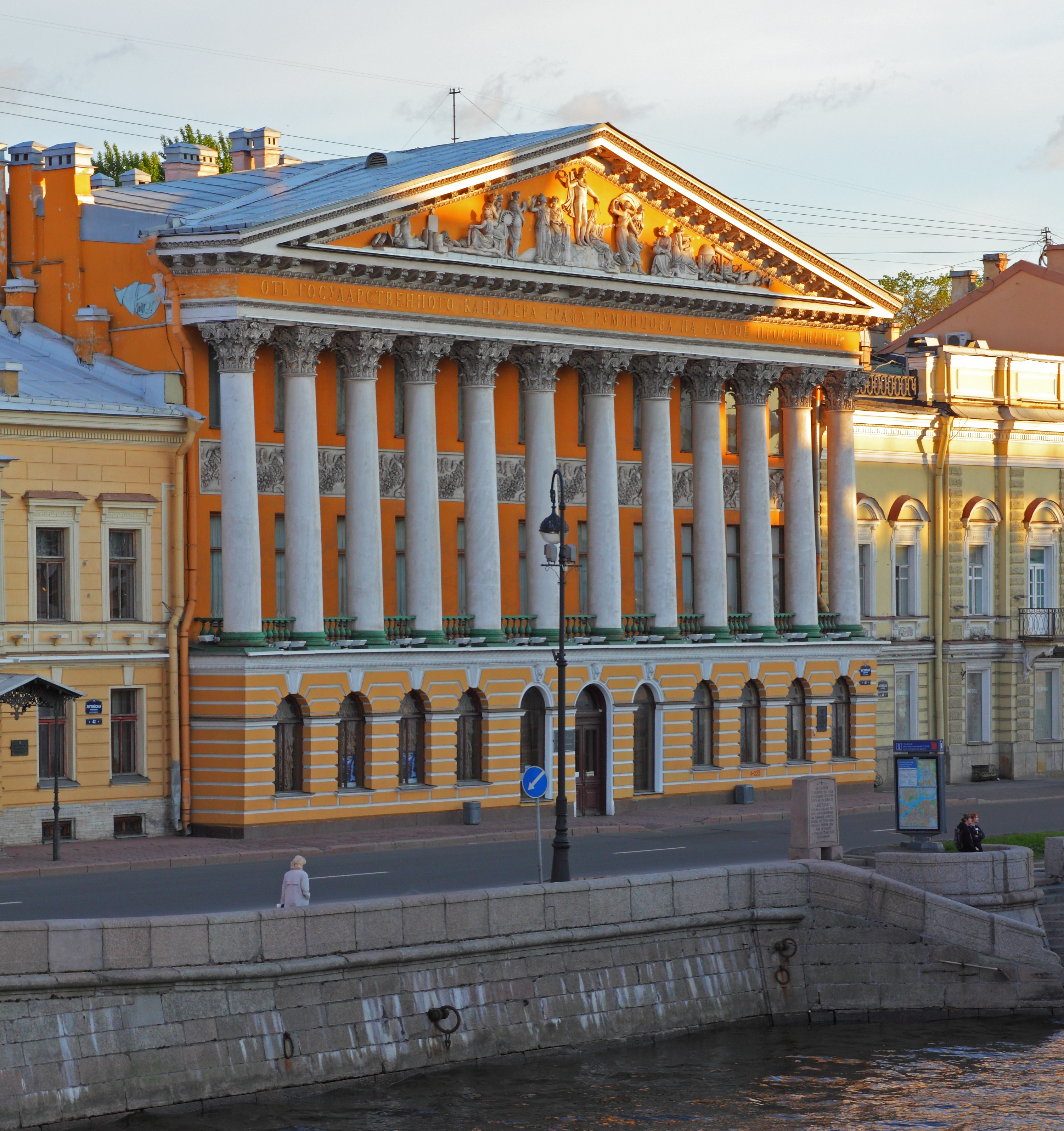
Rumjantsevska palatset på Engelska kajen i Sankt Petersburg
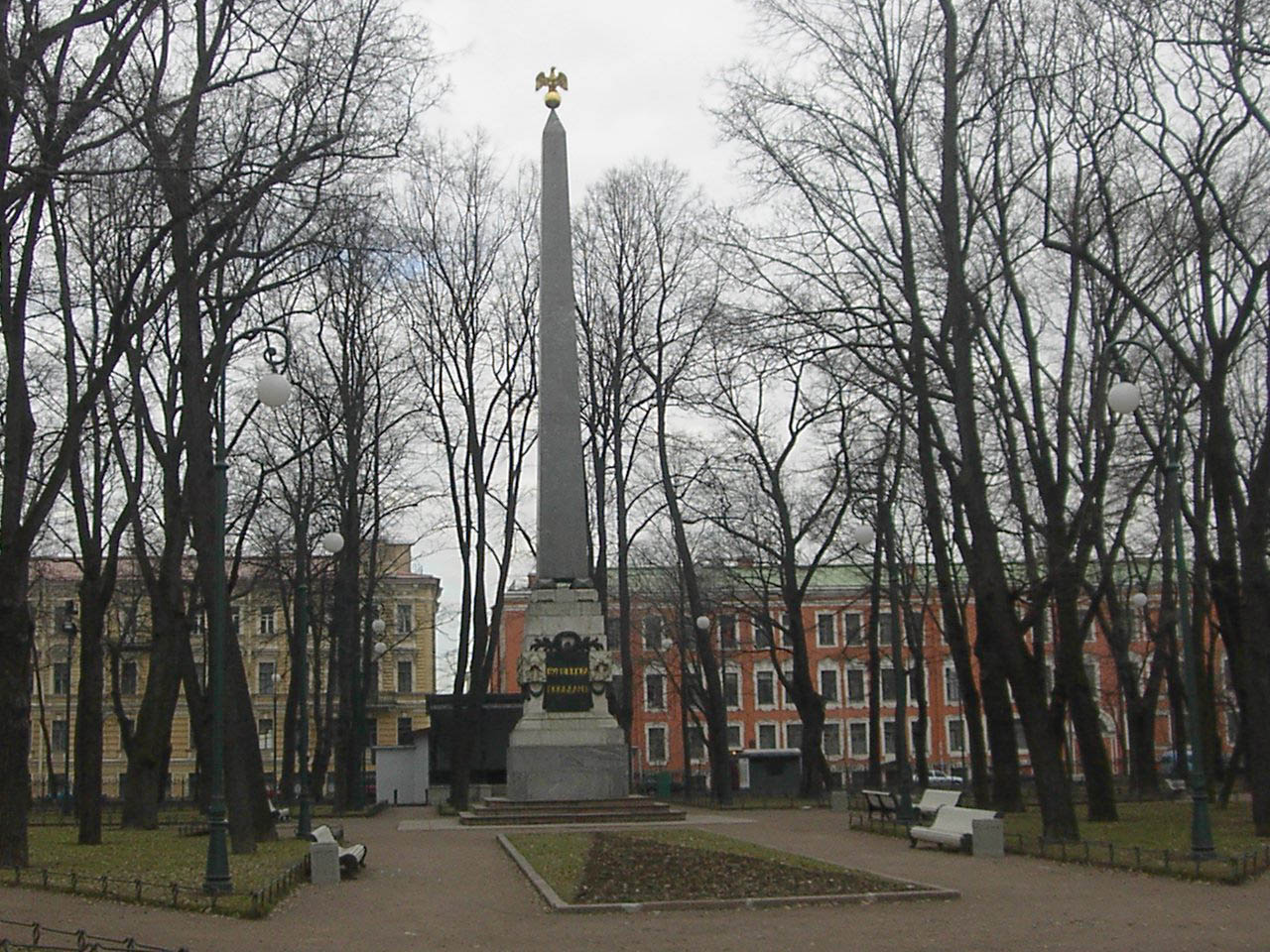
Rumjantsevobelisken (1801), som ursprungligen restes på Marsfältet i Sankt Petersburg, står nu på Nevakajen
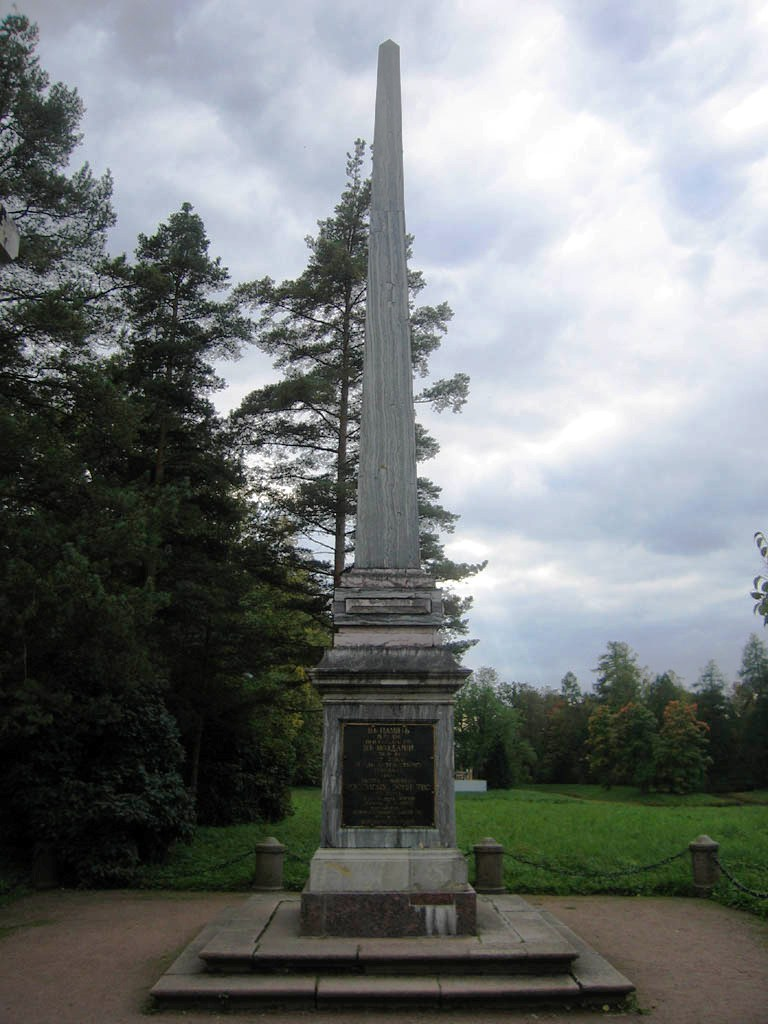
Kagulobelisken i Tsarskoje Selo (1772)
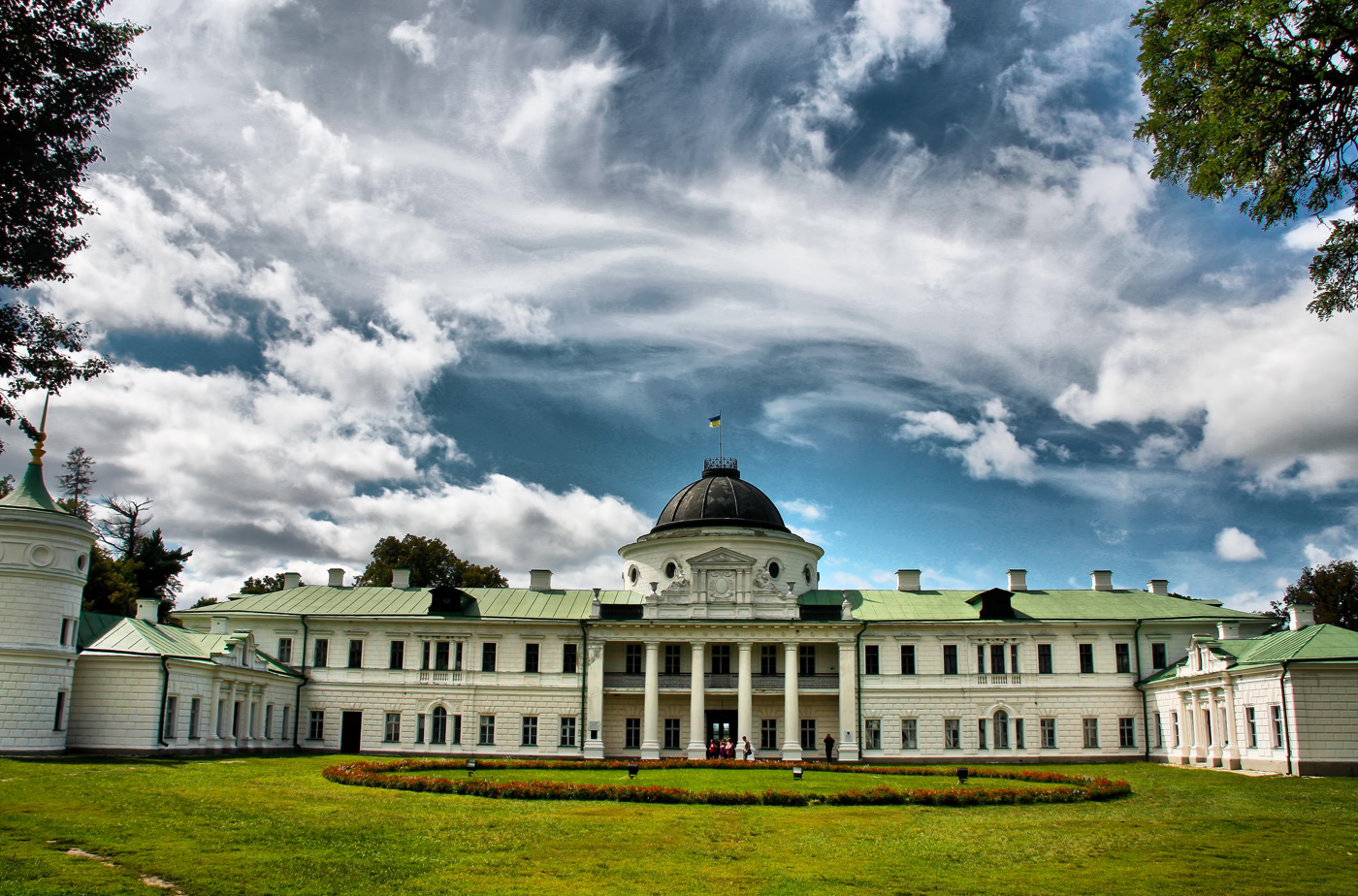
Palatset i Tachanivka